# استان زنجان
استان زنجان (پیشتر: زنگان،خَمسه، شهین) یکی از استان‌های ایران است. مرکز این استان شهر زنجان است. استان زنجان دارای ۸ شهرستان، ۱۹ بخش و ۱۲۱۰ آبادی است که از این تعداد، ۹۷۸ آبادی دارای سکنه و بقیه خالی از سکنه می‌باشند. این استان کمربند اتصال مرکز ایران به شمال غرب و غرب کشور است. در سال ۱۳۹۵ خورشیدی، دارای ۱٬۲۶۴٬۳۲۴ نفر جمعیت بوده است.
شهرستان‌های استان زنجان شامل شهرستان خدابنده، خرمدره، ابهر، طارم، ماهنشان، زنجان، ایجرود و سلطانیه می‌باشند. شهرستان زنجان قطب اصلی صنعتی استان می‌باشد و حدود ۶۳٪ از کل صنایع فعال استان در این شهرستان متمرکز هستند.

## تقسیمات استانی

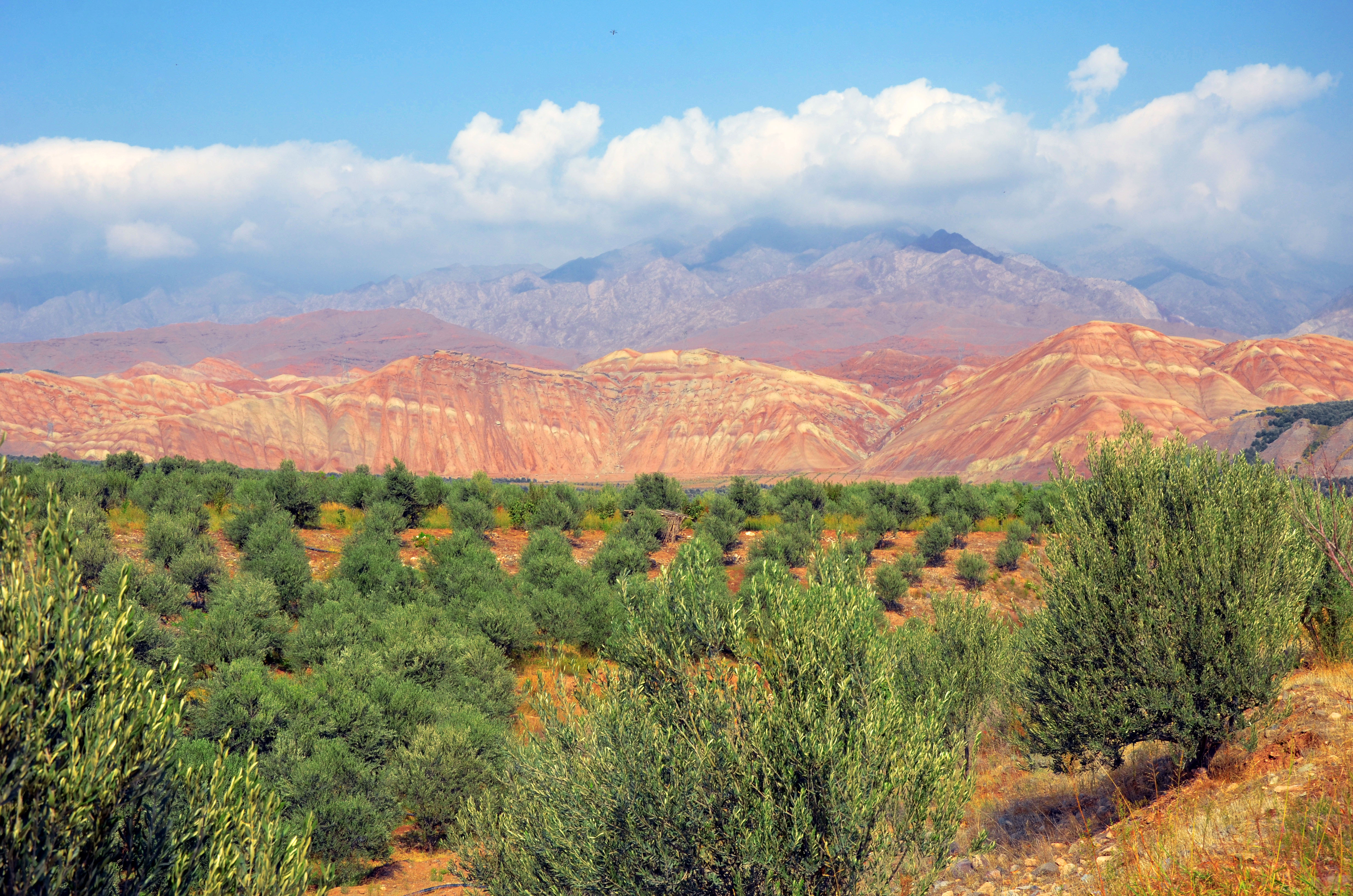
گیلوان، زنجان، ایران. عکاس:علیرضا جواهری

این استان در گذشته محال خمسه نام داشت و در زمان قاجار و سلسله‌های پیشین نیز حاکم نشین بوده و زیر نظر ایالت آذربایجان و با نام ولایت خمسه اداره می‌شد و بعداً در زمان رضاشاه پهلوی و تشکیل استان‌های شماره بندی شده زیرمجموعه استان یکم بود و بعدها هم چند سالی هم با گیلان استان مشترکی را تشکیل دادند.
بر پایهٔ دومین قانون تقسیمات کشوری و وظایف فرمانداران و بخشداران (مصوب ۳ بهمن ۱۳۱۶ خورشیدی)، اراک در کنار زنجان جزء استان یکم قرار گرفت. اراک در ۱۹۶۳ میلادی از استان یکم جدا شد.
قزوین در سال ۱۳۷۳ از استان زنجان جدا شد و به استان تهران پیوست، و در سال ۱۳۷۶ به استان قزوین مبدل شد.
هم‌اکنون استان زنجان دارای ۸ شهرستان، ۱۸ بخش، ۴۸ دهستان و ۲۲ شهر است. شهرستان‌های آن شامل شهرستان خدابنده، خرمدره، ابهر، طارم، ماهنشان، زنجان، ایجرود، سلطانیه می‌باشند.

## طبیعت و جغرافیای طبیعی
استان زنجان در شمال باختر فلات ایران قرار گرفته است. وسعت استان برابر ۲۱٬۷۷۳ کیلومتر مربع و۱/۴۳ درصد کل کشور را شامل می‌شود. جمعیّت استان بر اساس آخرین آمار۱٬۲۶۴٬۳۲۴ نفر است.
| داده‌های اقلیم Zanjan              | داده‌های اقلیم Zanjan | داده‌های اقلیم Zanjan | داده‌های اقلیم Zanjan | داده‌های اقلیم Zanjan | داده‌های اقلیم Zanjan | داده‌های اقلیم Zanjan | داده‌های اقلیم Zanjan | داده‌های اقلیم Zanjan | داده‌های اقلیم Zanjan | داده‌های اقلیم Zanjan | داده‌های اقلیم Zanjan | داده‌های اقلیم Zanjan | داده‌های اقلیم Zanjan |
| ماه                               | ژانویه               | فوریه                | مارس                 | آوریل                | مه                   | ژوئن                 | ژوئیه                | اوت                  | سپتامبر              | اکتبر                | نوامبر               | دسامبر               | سال                  |
| --------------------------------- | -------------------- | -------------------- | -------------------- | -------------------- | -------------------- | -------------------- | -------------------- | -------------------- | -------------------- | -------------------- | -------------------- | -------------------- | -------------------- |
| سابقهٔ بیش‌ترین °C (°F)             | ۱۷٫۰ (۶۳)            | ۲۲٫۰ (۷۲)            | ۲۵٫۰ (۷۷)            | ۲۷٫۰ (۸۱)            | ۳۲٫۰ (۹۰)            | ۳۸٫۰ (۱۰۰)           | ۴۰٫۰ (۱۰۴)           | ۳۹٫۴ (۱۰۳)           | ۳۵٫۰ (۹۵)            | ۳۰٫۰ (۸۶)            | ۲۳٫۰ (۷۳)            | ۱۸٫۰ (۶۴)            | ۴۰ (۱۰۴)             |
| میانگین بیش‌ترین °C (°F)           | ۲٫۱ (۳۶)             | ۴٫۳ (۴۰)             | ۱۰٫۳ (۵۱)            | ۱۷٫۰ (۶۳)            | ۲۲٫۸ (۷۳)            | ۲۸٫۸ (۸۴)            | ۳۲٫۲ (۹۰)            | ۳۱٫۶ (۸۹)            | ۲۸٫۱ (۸۳)            | ۲۰٫۴ (۶۹)            | ۱۲٫۷ (۵۵)            | ۵٫۵ (۴۲)             | ۱۸٫۰ (۶۴٫۴)          |
| میانگین روزانه °C (°F)            | −۳ (۲۷)              | −۰٫۸ (۳۱)            | ۴٫۹ (۴۱)             | ۱۱٫۰ (۵۲)            | ۱۶٫۴ (۶۲)            | ۲۱٫۷ (۷۱)            | ۲۵٫۲ (۷۷)            | ۲۴٫۴ (۷۶)            | ۲۰٫۳ (۶۹)            | ۱۳٫۵ (۵۶)            | ۶٫۸ (۴۴)             | ۰٫۴ (۳۳)             | ۱۱٫۷۳ (۵۳٫۱۲)        |
| میانگین کم‌ترین °C (°F)            | −۸٫۱ (۱۷)            | −۶٫۴ (۲۰)            | −۱٫۲ (۳۰)            | ۳٫۷ (۳۹)             | ۷٫۶ (۴۶)             | ۱۱٫۲ (۵۲)            | ۱۴٫۹ (۵۹)            | ۱۴٫۲ (۵۸)            | ۹٫۹ (۵۰)             | ۵٫۵ (۴۲)             | ۰٫۷ (۳۳)             | −۴٫۴ (۲۴)            | ۴٫۰ (۳۹٫۱)           |
| بارندگی میلی‌متر (اینچ)            | ۳۳٫۵ (۱٫۳۲)          | ۳۰٫۰ (۱٫۱۸)          | ۴۵٫۷ (۱٫۸)           | ۵۶٫۵ (۲٫۲۲)          | ۴۶٫۲ (۱٫۸۲)          | ۷٫۳ (۰٫۲۹)           | ۴٫۶ (۰٫۱۸)           | ۳٫۴ (۰٫۱۳)           | ۴٫۲ (۰٫۱۷)           | ۲۶٫۰ (۱٫۰۲)          | ۲۸٫۸ (۱٫۱۳)          | ۲۹٫۲ (۱٫۱۵)          | ۳۱۵٫۴ (۱۲٫۴۱)        |
| میانگین روزهای بارندگی            | ۱۰٫۷                 | ۹٫۴                  | ۱۲٫۵                 | ۱۲٫۳                 | ۱۱٫۱                 | ۳٫۳                  | ۲٫۱                  | ۲٫۳                  | ۱٫۷                  | ۶٫۵                  | ۷٫۳                  | ۹٫۶                  | ۸۸٫۸                 |
| درصد رطوبت                        | ۷۲                   | ۶۹                   | ۶۱                   | ۵۴                   | ۴۹                   | ۴۰                   | ۳۸                   | ۳۹                   | ۳۸                   | ۴۹                   | ۵۹                   | ۶۸                   | ۵۳                   |
| میانگین روزانه ساعت‌های تابش آفتاب | ۱۵۰٫۱                | ۱۳۹٫۳                | ۱۷۲٫۵                | ۲۱۳٫۳                | ۲۶۷٫۲                | ۳۲۸٫۹                | ۳۳۴٫۵                | ۳۱۷٫۳                | ۲۹۵٫۸                | ۲۲۹٫۳                | ۱۶۴٫۷                | ۱۳۷٫۰                | ۲٬۷۴۹٫۹              |
| منبع: NOAA (1961–1990)            |                      |                      |                      |                      |                      |                      |                      |                      |                      |                      |                      |                      |                      |

رودهای مهم در این استان قزل‌اوزن، زنجان رود، شورکات (رود کبیر یا ابهررود) است. بلندترین نقطه استان در ارتفاعات تخت سلیمان (بیش از ۳۰۰۰ متر) و کمترین در قزل‌اوزن در گیلوان (بیش از ۳۰۰ متر) می‌باشد.
آثار تاریخی شامل سلطانیه، بازار زنجان، موزه رختشویخانه، موزه مردان نمکی، مسجد جامع زنجان، مقبره قیدار نبی و طبیعت زیبای دوتپه در شهرستان خدابنده، حمام یان یان ،تپه خالصه درخرمدره ،آرامگاه پیر احمد زهرنوش در ابهر، امامزاده زیدالکبیر در ابهر، عمارت ذوالفقاری و معبد داش‌کسن است.
تنوع آب و هوایی این منطقه موجب ایجاد گونه‌های متفاوتی از زندگی جانوری شده است. وجود گونه‌های متفاوتی از حیوانات وحشی و پرندگان مهاجر و جانوران آبزی گردشگران بسیاری را در مواقعی که شکار مجاز است به این منطقه جذب می‌کند. یکی از حیوانات وحشی که در این استان و در بخش طارم زندگی می‌کند پلنگ می‌باشد از ۲۵ سال پیش ناحیه بزرگی به نام انگوران از طرف سازمان محیط زیست، منطقه حفاظت شده اعلام گردیده است. به‌دلیل شرایط کوهستانی این ناحیه و تأثیرات جریان‌های جوی مرطوب شمال باختری و باختر آب و هوای استان را می‌توان تبیین نمود. آب وهوای کوهستانی با زمستانی بسیار سرد و برفی و تابستانی دلپذیر و فصل‌های بهار و تابستان بهترین زمان برای گذراندن اوقات فراغت در این استان هستند. میزان بارندگی در بهار و زمستان نسبت به سایر فصل‌ها در این استان بیشتر است. پوشش گیاهی استان در مناطق مختلف متغیر بوده ولی در مجموع از جنگل‌ها و چراگاه‌هایی با چشم‌انداز زیبا تشکیل شده است.
غارهای استان عبارت‌اند از غار کتله خور و گلجیک و غار خرمنه سر. غار کتله خور که از همه این‌ها دیدنی تر و بزرگ‌تر است و یکی از پدیده‌های طبیعی بسیار زیبای ایران محسوب می‌شود در ۸۰ کیلومتری جنوب خدابنده قرار گرفته است. این غار از سه طبقه تشکیل شده و دارای تونل‌های فرعی و استالاکتیت و استالاگمیت‌ها و ستون‌های بسیار در گذرگاه‌های اصلی است و قندیل‌های مخروطی آویزان از سقف‌ها در اثر داشتن ناخالصی‌ها رنگ‌های متنوع به خود گرفته‌اند و آن‌ها که ترکیبات به همراه نداشته یا کمتر دارند به صورت بلورهای شیشه‌ای بسیار شفاف مشاهده می‌شوند.
از رودهای مهم استان قزل اوزن است که رودی جوشان و خروشان است و از کوه‌های کردستان سرچشمه گرفته و پس از توقفی در پشت سد منجیل سرانجام وارد دریای کاسپین می‌گردد. از دیگر رودخانه‌ها زنجانرود، ابهررود، سجاس رود و خرا رود را می‌توان نام برد. همچنین چشمه‌های آب معدنی استان عبارت‌اند از چشمه آبگرم وننق، چشمه آبگرم ابدال، چشمه آبگرم گرماب و چشمه آبگرم حلب انگوران.

## مردم‌شناسی

### زبان
بیشتر مردم استان زنجان به زبان ترکی آذربایجانی سخن می‌گویند. زبان تاتی از بخشی از شمال طارم علیا دامنه کوه البرز به‌جای مانده است در حدود ۸ روستا (چرزه، باکلور، جمال آباد، قسمتی از آبادی هزارود، بندرگاه، سیاورود، نوکیان، قوهیجان) تات هستند و مردم روستاهای سفید کمر و خوئین در شهرستان ایجرود نیز به زبان تاتی سخن می‌گویند، و همچنین مردم دهستان درسجین از توابع شهرستان ابهر به گویش بختیاری سخن می‌گویند که شامل روستاهای خلیفه حصار، شیورین، آقچه کند، ارکین و درسجین می‌باشد.در کتاب تاریخ زنجان چنین آمده است:
زبان مادری چند قریه از بخش ابهر و طارم و حومه قبیل خوئین و درسجین ابهررود و سیاه‌رود فُرْسْ قدیم (پارسی کهن) است.

زنجان در نقشهٔ زبانی قبل از جنگ جهانی اول، ۱۲۸۹. برای بیشتر شهروندان استان امروزی و شهر زنجان به رنگ فارسی رنگ‌آمیزی شده است، برای روستاهای پیرامون زنجان ترکی آذری مشخص شده است.

حمدالله مستوفی در نزهةالقلوب (تألیف در ۷۴۰ق/۱۳۳۹م) زبان زنجان و مراغه و تالش گشتاسبی را پهلوی ذکر کرده و می‌گوید «زبانشان پهلوی به جیلانی بازبسته است»این نکته درمورد ذکر نام‌هایی مانند پهلوی، فارسی و آذری حائز اهمیت است که در این باره مسعودی از مورخان سده چهارم هجری قمری مفصل دربارهٔ آن پرداخته، وی از میان زبان‌های مختلف ایرانی به زبان‌های پهلوی، دری و آذری اشاره کرده و آن‌ها را به عنوان گویش‌های زبان فارسی معرفی می‌کند و می‌افزاید؛ 
پارسیان قومی بودند که قلمروشان دیار جبال بود از ماهات و غیره و آذربایجان تا مجاور ارمنیه، آران و بیلقان تا دربند که همان باب الأبواب است و ری، طبرستان، ماسگت، شابران، گرگان و اَبَرشَهر که نیشابور است و هرات، مَرو و سایر بخش‌های خراسان، سیستان، کرمان، فارس و اهواز و دیگر سرزمین‌های ایران که به آن پیوسته است. همه این ولایت‌ها یک مملکت بوده، پادشاهش یکی بود و زبانش یکی بود است، فقط در بعضی کلمات تفاوت داشتند؛ زیرا وقتی حروفی که زبان را بدان می‌نویسند یکی باشد و ترکیب کلمات نیز یکی باشد، زبان یکی است و گرچه در چیزهایی دیگر تفاوت داشته باشند.

### دین
حمدالله مستوفی دین مردم زنجان را سنی توصیف می‌کند اما در دوران صفویه با حمایت صفویان از مذهب شیعه به تدریج مذهب تشیع رواج یافته است.

## بادهای محلی استان زنجان
باد مه از جهت شمال به جنوب در استان زنجان حرکت می‌کند و رطوبت دریای خزر را به استان زنجان منتقل کرده و موجب کاهش دما می‌شود. باد شره در جهت جنوب غرب به شمال شرق حرکت می‌کند، در تابستان باعث افزایش دما شده و بر اثر آن، خسارات زیادی به محصولات کشاورزی استان زنجان وارد می‌شود.

## نام‌گذاری
دربارهٔ ریشهٔ نام‌گذاری زنجان روایات گوناگونی وجود دارد با توجه به پیشینه تاریخی بنای شهر زنجان روند تاریخی نام‌گذاری منطقه را می‌توان در مراحل زیر طبقه‌بندی کرد:
1. مرحله اول: در دوران ماد، در سرزمین ماد، در محل کنونی زنجان شهری به نام «اکان‌زانیا» یا «اکان‌زانا» وجود داشته است بطلمیوس در سده دوم میلادی از شهری به نام «اگانزانا» نام برده است که مطابق با زنجان است.
2. مرحله دوم: با روی کار آمدن اردشیر بابکان و آغاز پادشاهی ساسانی، اردشیر این شهر را باز بناسازی کرده و نام «زندگان» بر آن نهاد، حمدالله مستوفی زندگان را به فارسی دری ترجمه و معادل آن را شهین دانسته و نوشته است اردشیر بابکان آن را ساخت و شهین نام نهاد و «زندگان» در طول زمان زنگان تغییر یافت. همچنین اصل کلمه زنگان را زندیگان دانستند که به معنای اهل کتاب زند، معروف‌ترین کتاب آیین زرتشتی در دوران پادشاهی ساسانی است و گان از پسوندهای زبان پارسی باستان است[۳۷]
3. مرحله سوم: از سال ۲۴ هجری قمری شروع و تا امروز ادامه دارد. پس از سقوط زنگان در جنگ بین اعراب و زنگانیان و فتح آن به دست بَراءِ بن عازِب، اعراب طبق قوانین زبانی خود آن را زنجان نامیدند. در زمان قاجار به زنجان ولایت خمسه (به معنی پنج) می‌گفتند که از پنج بلوکه ابهررود، بزینه‌رود، ایجرود، زنجان رود، و سجاس‌رود، تشکیل شده‌بود.[۳۸]

## تاریخچه
می‌توان گفت کهن‌ترین شهر
استان خُرَّمدَرِه (با قدمت ۸۰۰۰ساله) است. همچنین از مسیر باختر، شمال‌باختر و شمال استان زنجان‌رود قزل اوزن عبور می‌کند که در قسمتی با استانهای گیلان، اردبیل، آذربایجان شرقی، آذربایجان غربی و کردستان حدود مرزی پدیدآورده است که حاشیه این رود یادآور تمدن باستانی آندیا است که یکی از تمدن‌های آغاز هزارهٔ اول پیش از میلاد می‌باشد.
مرکز این ناحیه در پیش از اسلام «زنگان» یا «زندیگان» و به معنای منسوب به کتاب زند نام داشته است که پس از استیلای اعراب بنا به ضرورت تلفظ معرب به زنجان تغییر یافته است. این استان از قدیم به سبب قرار گرفتن در حاشیه جاده ابریشم و راه تجاری مسیر هند و چین به اروپا دارای اهمیت خاصی بوده است. استان بر اساس آخرین تقسیمات کشوری در سال ۱۳۷۶ دارای هشت شهرستان به نام‌های ابهر، زنجان، سلطانیه، خرمدره، خدابنده، ایجرود، طارم و ماهنشان است و در مرداد سال ۱۳۹۲ شهرستان سلطانیه از ابهر جدا شده به آن اضافه شد و دارای هشت شهرستان شد.
همچنین معبد داش‌کسن به (پارسی سنگ‌شکن) باقی‌مانده از زمان سلسله ایلخانیان نیز از آثار تاریخی این استان است. این استان در مقطعی در زمان قاجار با نام ایالت خمسه خوانده می‌شد.
استان زنجان به همراه استانهای گیلان، قزوین و مرکزی در گذشته جزئی از استان یکم بوده است که یکی از ۱۰ استان ایران بود که در ۱۹ دی ۱۳۱۶ خورشیدی، با اصلاح قانون تقسیمات کشوری به عنوان استان یکم تعیین گردید که در سال ۱۳۳۹ نام این استان یکم به گیلان تغییر یافت که در سال ۱۳۵۲
نیز استان زنجان به همراه منطقه قزوین از استان گیلان جدا شد و استان زنجان به‌عنوان استان نوزدهم شکل گرفت و در نهایت در سال ۱۳۷۳ قسمتی از استان قزوین کنونی و در سال ۱۳۷۵ شهرستان تاکستان از استان زنجان جدا شد.

## صنایع دستی استان
- ملیله کاری

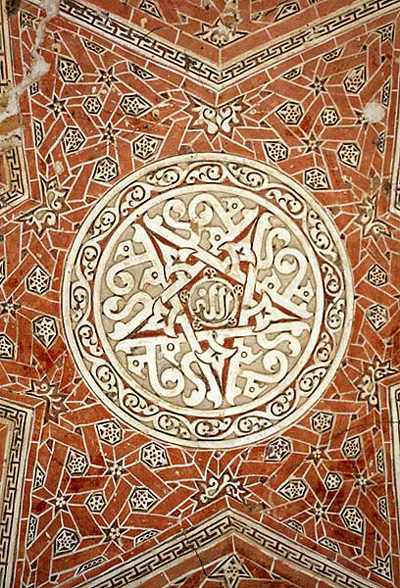
نمای داخلی گنبد سلطانیه

از کارهای دستی بومی زنجان ساخت وسایل نقره‌ای و به ندرت طلائی به صورت ملیله کاری است که در اوایل فقط در زنجان معمول بوده که در زمان رضاخان تعدادی از هنرمندان زنجانی به تهران و اصفهان کوچ کردند و این هنر ظریف را در آن شهرها رواج دادند.
- چاروق دوزی

چاروق دوزی یکی دیگر از هنرهای دستی است که دست‌های ظریف هنرمندان زنجانی در تولیدات آن مهارت ویژه‌ای دارند. این چاروقها مشخصاً زنانه بوده و استفاده از آن جنبه تشریفاتی و تفننی دارد.
- چاقوسازی

چاقوسازی در زنجان که با مهارت خاصی به دست استادان این صنعت ساخته می‌شود با ویژگی‌هایی همچون ظرافت، تناسب، تنوع، قدرت برش و آبکاری الکتریکی تیغه از شهرت فراوانی بر خوردار است.
- مسگری

با ممنوعیت استفاده از طلا و نقره برای ساخت ظروف در دوره اسلامی، روند استفاده از فلزاتی چون مس به‌دلیل اینکه مس فلزی چکش خوار، شکل‌پذیر با قابلیت تورق و مفتول شدن و اجرای تزئینات مختلفی چون مشبک کاری، قلمزنی، حکاکی، فلزکوبی، ترصیع و کنده کاری است، رواج یافت.
با توجه به کشف کوره ذوب مس در «سگز آباد» قزوین واقع در «تپه قبرستان»، نزدیک بودن این منطقه از لحاظ جغرافیایی به زنجان و نیز وجود معادن بزرگ مس در منطقه می‌توان به قدمت استفاده از این فلز در زنجان پی برد.
ظروف تولید مسی در زنجان عبارتند از: آفتابه، تیان، طشت، تونگ، حناخور و روشل
- فرش و گلیم

فرش و گلیم و جاجیم زنجان از معروفیت خاصی برخوردارند. فرش بافی در زنجان یکی از صنایع با قدمت زیاد است که نقش قابل توجهی در صادرات فرش ایران ایفا می‌کند. فرش‌های صادراتی زنجان از بهترین جلوه‌های فرهنگی این استان هستند. به‌طوری‌که فرش بافان این خطه هنر و مهارت خود را در راستای تکامل هنر سرزمینشان قرار داده‌اند و از آن به عنوان منبع درآمد نیز استفاده می‌کنند. در سال بیش از ۶۰۰۰۰ تخته فرش در سراسر استان بافته می‌شود که عمده آن‌ها مربوط به اتحادیه بافندگان فرش دستی و شرکت‌های مختلف است.
طرحهایی که در فرش زنجان استفاده می‌شود عبارتند از: ریز ماهی و ماهی درهم و نقشه قلتوق و بیجار و افشار. فرش‌هایی که توسط فرش بافان زنجانی بافته می‌شود به‌دلیل نبودن سرمایه‌گذار بومی بانام شهرهای دیگر (قم) به بازارهای خارجی صادر می‌شود.
- تذهیب
- تراش سنگ‌های قیمتی
- رنگرزی
- سرمه دوزی
- منبت کاری
- نگارگری
- مصنوعات چرمی
- معرق چوب
- قلم زنی

## محصولات کشاورزی استان
محصولات عمده کشاورزی استان عبارت‌اند از: گندم، انجیر، برنج، انگور، زردآلو، سیب، لوبیا، خیار، پیاز، گردو، فندق و بادام، زیتون، انار و سیر.
زنجان در تولید محصول زیتون مقام اول کشوری، تولید انگور مقام هفتم، تولید سیب مقام هفتم و حبوبات مقام دهم را در اختیار دارد.

### زراعت
استان زنجان با ۸۸۳۰۰۰ هکتار اراضی قابل کشاورزی ۴٫۷۷ درصد اراضی کشاورزی کل کشور را دارا بوده و مساحت اراضی آبی کشاورزی استان نیز ۱۶۸۳۹۵ هکتار (۲ درصد اراضی کشور) می‌باشد؛ بنابراین استان زنجان همواره به عنوان مهم‌ترین قطب کشاورزی در کشور مطرح است.

### باغداری
شهرستان طارم به‌دلیل وجود خاک حاصلخیز و جلگه ای، وجود رود قزل اوزن، نزدیکی به استان‌های گیلان و اردبیل و هوای نیمه گرمسیری از وجود بسیاری از باغات برخوردار است. زیتون و انار میوه‌های اصلی و انجیر، انگور، ازگیل، به، سیب، گلابی، زردآلو، آلو، گیلاس، آلبالو، هلو، شلیل، توت، تمشک و شاه توت از میوه‌های فرعی دیگر این شهرستان هستند که در درختان پربار و با کیفیت بالا دیده می‌شوند.
هندوانه، خربزه، پیاز، گوجه فرنگی، خیار، کدو، کدوتنبل، لوبیای سبز، نخودفرنگی، هویچ و سیب زمینی صیفی‌جات این شهرستان هستند.
برنج طارم هم که از کیفیت بالایی برخوردار است و در ایران ازجمله برنج‌های مرغوب کشور به‌شمار می‌آید.
طارم به‌دلیل وجود بیش از اندازه زیتون با کیفیت استان زنجان را به قطب تولید زیتون کشور تبدیل کرده است. بقیه شهرستان‌های استان زنجان هم محصولات شهرستان طارم را به اندازه تأمین استان خود دارند.

### مرغداری
این استان دارای ۸۳ واحد مرغداری گوشتی و ۴ واحد مرغ تخم‌گذار می‌باشد.
بر اساس آمارهای موجود در سال ۱۳۹۲ سالانه ۱۱ میلیون و ۸۹۵ هزار و ۴۱۶ قطعه جوجه گوشتی و ۲۴۴ هزار و ۵۰۰ قطعه جوجه تخم‌گذار و همچنین ۲۷۳ هزار و ۴۵ قطعه جوجه مادر در این استان جوجه ریزی شده است.
همچنین یک واحد مرغ مادر بومی به ظرفیت ۱۳هزارو ۱۰۰ قطعه در سال و ۴ واحد بوقلمون گوشتی با ظرفیت ۲۶هزارو ۶۰۰ قطعه در هر دوره پرورش داده می‌شود.

### زنبورداری
بر اساس آمارهای سال ۱۳۹۰ تعداد ۲۵۷۹ کندو بومی ۷۸۰۱۰ کندو مدرن در این استان موجود می‌باشد؛ که سالانه پانصد و یازره هزار کیلو عسل تولید می‌کنند.

### پرورش ماهی
واحدهای پرورش ماهیان گرم آبی و ماهیان سردآبی صنعتی و نیمه صنعتی در این استان موجود می‌باشد.

## اقلیم

### حوزه‌های آبخیز
حوزه‌های آبخیز استان شامل رودخانه قزل اوزن با سطح حوزه ۱۷۳۲۸ کیلومتر مربع و رودخانه شورکات و خرارود با وسعت ۴۸۳۶ کیلومتر مربع می‌باشد که متوسط خروجی آب سالانه استان در ایستگاه گیلوان رودخانه قزل اوزن ۳ میلیارد و ۸۴۰ میلیون متر مکعب و در رودخانه ابهر رود ۷۸ میلیون متر مکعب و خرارود ۵۰ میلیون متر مکعب می‌باشد.

### رودخانه‌ها
رودخانه قزل اوزن و رودخانه کبیر در خرمدره وزنجان رود
سجاس رود
رود ایجرود
شورکات (ابهر رود)
رود انگوران چای

### دریاچه آبشار و تالاب‌ها
| - دریاچه پری ماهنشان - دریاچه شورگل خندقلو - دریاچه آب‌بندان همایون | - دریاچه آب‌بندان سارمساقلو - دریاچه آب‌بندان قره چریان - تالاب قمشلو - آبشار شار شار - آبشار هشترخان(به فارسی: بوقلمون) |

### کاریزها
| - قنات حاجی میر بهاءالدین - قنات حاج یوسف - قنات حاجی عبدالحسین تاجر موسوم به قنات سرچشمه - قنات قیز قید - قنات کوتاه حاج داداش - قنات اعتماد امین (وقفی عباس خان) - قنات معین التجار - قنات جلوخانه | - قنات تازه کهریز، خرمدره - قنات عمومی، خرمدره - قنات کهریزدره، خرمدره - قنات محمودآباد، خرمدره - قنات میرزابابا، خرمدره - قنات قربانعلی، ابهر - قنات محمدقلی، ابهر |

### چشمه‌های آب گرم
| - چشمه آب گرم آرکوین در حومه روستای آرکوین در بخش ایجرود جاده بیجار - چشمه آب گرم ابدال در ۳۰ کیلومتری جنوب غربی زنجان در نزدیکی روستای ابدال - چشمه آب گرم روستای سرگاب در جنوب شرقی قیدار - چشمه آب گرم روستای میانج و حلب در انگوران - چشمه آب گرم روستای الله بلاغی در نزدیکی روستای ماهان بخش طارم | - چشمه آب گرم روستای ینگجه در بخش ماهنشان - چشمه آب گرم گرماب در ۶۰ کیلومتری خدابنده در حومه روستای گرماب - چشمه آب گرم قنیرجه در ۱۰ کیلومتری روستای علم کندی شهرستان ماه نشان - چشمه‌های آب سرد الله بلاغی واقع در ۵۰ کیلومتری شمال زنجان و حومه روستای ماهان در شهرستان طارم - چشمه آب گرم وننق |

### عوارض طبیعی
آبشار شارشار
تپه ماهورهای پاپایی
صخره قیرخ ایاق (به فارسی: هزار پا)

### غارها
تاکنون شش غار در استان زنجان کشف شده است.
| - غار کتله خور - غار زرین (دودزا) - غار حاج کندی | - غار خرمنه سر - غار شاکین - غار گلجیک |

### ارتفاعات
این استان به‌طور متوسط حدود ۱۵۰۰ متر از سطح دریا ارتفاع دارد. پست‌ترین نقطه داخل آن با ارتفاع ۳۰۰ متر در منطقه گیلوان ار توابع طارم بوده و بلندترین قله آن با ارتفاع بیش از ۳۰۰۰ متر در کوه‌های تخت سلیمان در ارتفاعات شهرستان ماه نشان واقع شده است.
قیز قالاسی با ارتفاع ۳۲۱۴ متر در بخش انگوران شهرستان ماه نشان واقع شده و از بلندترین قله‌های استان زنجان به‌شمار می‌آید.

#### کوه‌ها
بیش از ۲۷۴ کوه در استان زنجان شناسایی شده‌اند که قسمتی از این ارتفاعات به‌طور سلسله وار دامنه‌های حاصلخیزی دارند.
- رشته کوه‌های شمالی:

مشتمل بر بخشی از البرز غربی و دامنه‌های جنوبی کوهستان تالش که مهم‌ترین آن‌ها عبارتند از: طالقان، تخت سلیمان، سیالان و الموت در البرز.
- رشته کوه‌های غربی و جنوب غربی وشرقی:

شامل کوه‌های دمیرلو، جهان‌داغ و قیدار و کوه‌های منطقه دوتپه
- رشته کوه‌های مرکزی:

که استان را از دشت قزوین جدا می‌کنند و عبارت‌اند از: چرگر، سندان داغی، ملاداغی و پوتالی.

### ابدال
این کوه که از کوه‌های بلند استان به‌شمار می‌رود، در شمال روستای خورجهان، از توابع دهستان انگوران واقع شده است و ۳۰۹۹ متر ارتفاع دارد. رودخانه‌های انگور چای، تخته یورد و دربند از این کوه سرچشمه می‌گیرند. دامنه‌های جنوبی این کوه به دهستان انگوران، و دامنه‌های شمالی آن به دهستان اوریاد مشرف است.

### بابا گیلدر
این کوه با ارتفاع ۲۸۵۰ متر، در ۹۵ کیلومتری جنوب غربی زنجان و در غرب روستای حلب از توابع دهستان انگوران واقع شده و سرچشمه اصلی رود حلب است. دامنه‌های شرقی آن به دهستان انگوران، و دامنه‌های غربی آن به دهستان احمدآباد سفلی (از توابع شهرستان میاندوآب) مشرف است و جزو کوهستان قرّداغ به‌شمار می‌آید.

### بلقیس
این کوه در ۱۲ کیلومتری روستای یاستی قلعه، از توابع دهستان انگوران قرار گرفته است و ۳۳۳۲ متر ارتفاع دارد. این کوه سرچشمه رودخانه‌های بالاجوجه و انگوران چای، و بلندترین قله کوهستان قرخ بلاغ (چهل چشمه) است. چشمه‌های بسیاری از دامنه‌های این کوه می‌جوشند.

### چال
این کوه در قسمت شمال غربی روستای خورجهان، از توابع دهستان انگوران واقع شده است و ۳۰۵۰ متر ارتفاع دارد. این کوه سرچشمه رودخانه‌های انگوران چای و تخته یورد است.

### صندوق سندران
این کوه با ارتفاع ۳۲۱۴ متر، در جنوب روستای علم کندی، از توابع دهستان اوریاد واقع شده است و سرچشمه رودخانه‌های انگوران چای، قلعه چای، تخته یورد و بالاجوجه است.
این کوه، از نظر ارتفاع، دومین قله مرتفع کوهستان قرخ بلاغ (چهل چشمه) محسوب می‌شود.

### قبله داغ
این کوه با ارتفاع ۳۲۰۵ متر، در غرب روستای زرین آباد از توابع دهستان اوریاد واقع شده است و سرچشمه رود قلعه چای است.

### لعل کان
این کوه با ارتفاع ۳۰۵۰ متر، در جنوب غربی روستای یاستی قلعه، از توابع انگوران واقع شده است و سرچشمه رودخانه‌های کاکا، انگوران چای و قره‌قیه است.
این کوه، از شمال غربی به کوه بلقیس، و از شرق به کوه قزلر قلعه سی متصل است و از کوه‌های کوهستان قبرخ بلاغ (چهل چشمه) است.
علاوه بر این کوه‌ها، استان زنجان دارای قله‌ها و بلندی‌های مهم دیگری نیز هست که از آن جمله می‌توان به کوه‌های یان بلاغ (۲۹۷۲ متر)، داغی (۲۸۶۱ متر)، سندان داغ (۲۵۸۰ متر)، آرگون (۲۹۲۴ متر)، جانقورتاران (۲۵۸۰ متر)، چال خاتون (۲۹۹۳ متر)، چنوباشی (۲۹۵۰ متر)، سفید (۲۹۳۳ متر)، کوه سندان، کوه دوشاخ، دینگه (کوه)، کوه آق‌داغ، کوه تکه‌قیه‌سی اشاره نمود.

#### دشت‌ها
دشت‌های استان زنجان عبارتند از دشت زنجان، سلطانیه، ابهر، خرمدره، دوتپه، گرماب، زری آباد، گل تپه، سجاس، حلب، ماه نشان، انگوران، دندی، قیدار و طارم علیا.

### جنگل‌ها
از مساحت ۲۲۱۶۴۰۰ هکتاری استان ،۱۲۳۴۶۱۳ هکتار یعنی حدود ۵۶٪ آن شامل اراضی منابع ملی است و از این اراضی ملی ۹۷۳۵۵ هکتار آن شامل جنگل‌های طبیعی استان می‌باشد. به عبارت دیگر ۹/۷٪ عرصه‌های ملی و ۴/۴٪ مساحت کل استان را مناطق جنگل طبیعی تشکیل می‌دهد و با احتساب مساحت حدود ۱۷۰۰۰ هکتاری جنگل‌های دست کاشت، سرانه جنگل در استان زنجان ۱۲/۰ هکتار برای هر نفر می‌باشد.
مناطق جنگلی استان زنجان با مساحت ۹۷۵۵۳ هکتار در ارتفاعات شمالی و جنوبی رودخانه قزل اوزن در شهرستان طارم، ارتفاعات شمال غربی شهرستان زنجان، ارتفاعات شمال شرقی شهرستان ماهنشان و ارتفاعات شمال شرقی شهرستان‌های ابهر و خرمدره واقعند. گونه‌های غالب این جنگلها، ارس، بنه، زالزالک، سیاه تلو، بادام کوهی، گیلاس وحشی و شیر خشت می‌باشد.

#### جنگلهای دست کاشت
استان زنجان با داشتن بیش از ۱۷۰۰۰هکتار جنگل دست کاشت یکی از قطب‌های تولید صنوبر به منظور تأمین نیاز سلولزی کشور به‌شمار می‌آید.
زنجان دومین استان کشور در توسعه زراعت چوب است.

### مراتع
سطح کل مراتع استان در حدود ۲/۱ میلیون هکتار بوده که ۴۲۰ هزار هکتار آن جزء مراتع ییلاقی، ۳۰ هزار هکتار جزء مراتع قشلاقی و ۷۵۰هزار هکتار جزء مراتع میانبند می‌باشد. ۷٪ از مراتع استان جزء مراتع خوب، ۶۰٪ دارای وضعیت متوسط و ۳۳٪ جزو مراتع فقیر یا غیرقابل بهره‌برداری می‌باشد. سطح کل مراتع استان ۱۱۳۷۰۶۰هکتار برآورد شده است.

#### جغرافیای گیاهی
استان زنجان براساس تقسیم‌بندی‌های بزرگ جغرافیائی گیاهی، جزء مناطق نیمه استپی، کوه‌های مرتفع و جنگل‌های خشک بوده و به عنوان زیربخش‌هایی از ناحیه بزرگ ایران و تورانی محسوب می‌گردد. تأثیر عوامل اکولوژیکی، به‌خصوص میزان نزولات آسمانی و پراکنش آن پستی و بلندی و وضعیت خاک بر پوشش گیاهی کاملاً مشهود است.
از مهم‌ترین جوامع گیاهی موجود استان می‌توان به جوامع گیاهی ذیل اشاره نمود:
- جامعه گیاهی درمنه (Artemisia)
- جامعه گیاهی درمنه- گون- آویشن (Artemisia-Astragallus-Thymus)
- جامعه گیاهی گندمیان – گون (Grasses-Astragallus)
- جامعه گیاهی بالشتکی‌ها (بوته‌های تیغدار پهن)
- جامعه گیاهی گندمیان (Grasses)

### مناطق حفاظت شده
| - منطقه حفاظت شده ابهر - دشت سهرین زنجان | - انگوران ماهنشان - سرخ‌آباد طارم | - دربند قاطرچی |

## آثار باستانی و اماکن دیدنی

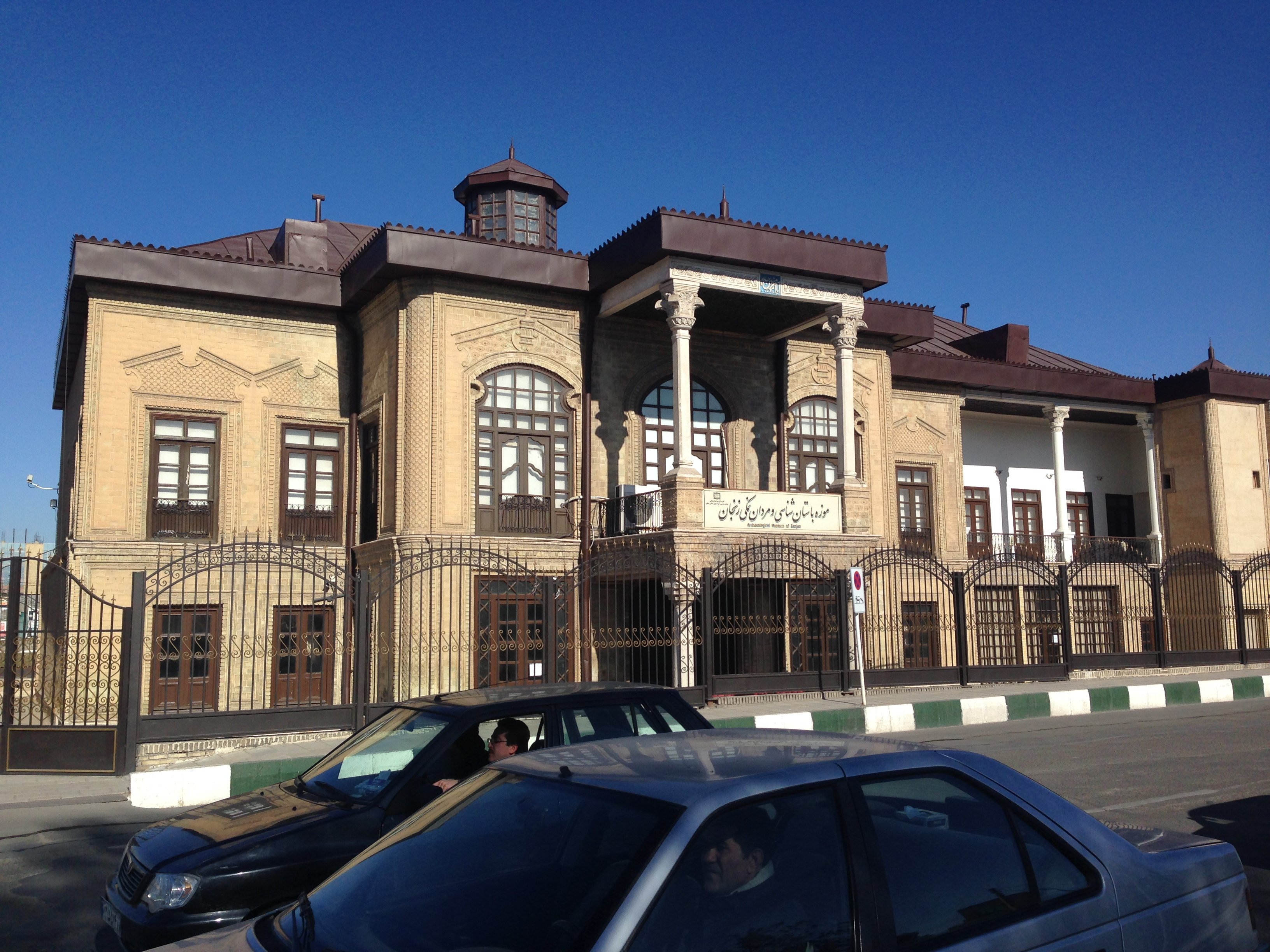
خانه ذوالفقاری

مردان نمکی

### بناهای تاریخی

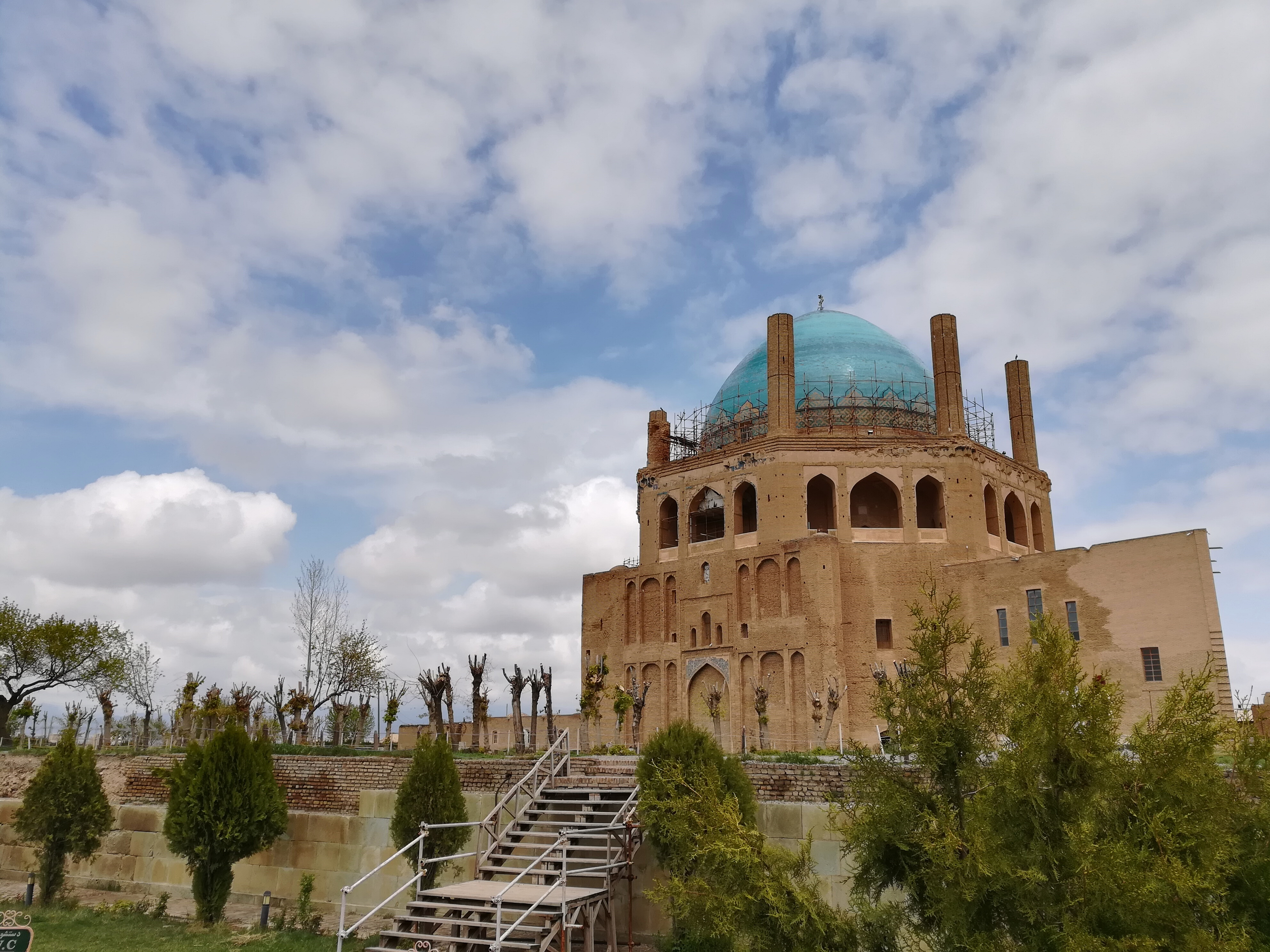
گنبد سلطانیه

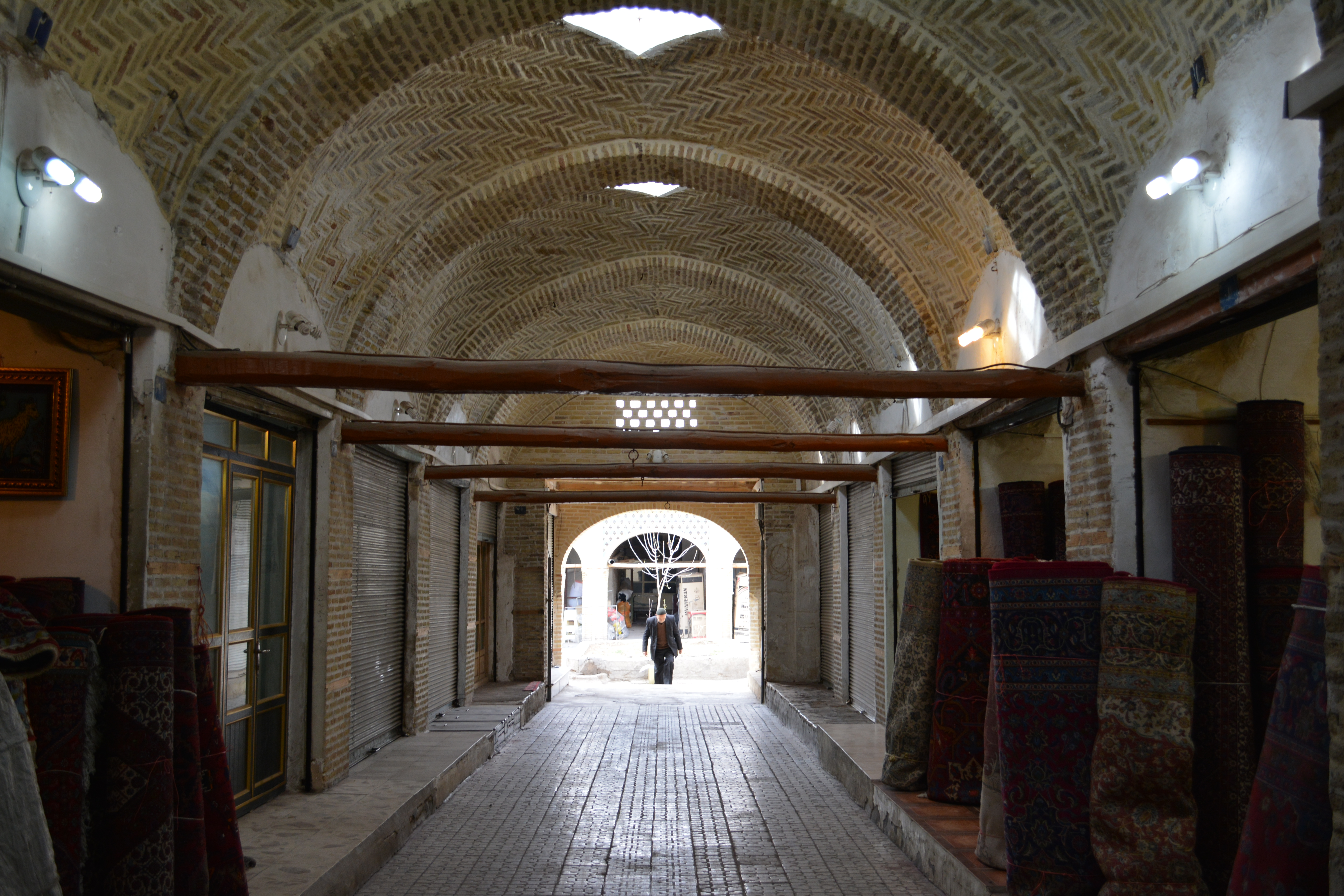
بازار زنجان
دژمنده (ایجرود)
معبد داش‌کسن
گنبد و بنای امامزاده یحیی (زنجان-صائین قلعه)
کارخانه کبریت‌سازی سه ستاره زنجان (کارخانه کبریت سازی)
عمارت دارائی
عمارت ذوالفقاری
میل خوئین
بنای تاریخی چلبی اوغلی
مسجد جامع سجاس مربوط به دوران سلجوقیان
مقبره قیدار نبی ، باز سازی دوره ایلخانی

### آب انبارها
| - آب انبار رختشویخانه - آب انبار عباس قلی خان - آب انبار حاج میربهاالدین | - آب انبار حاج لطف‌الله - آب انبار مسجد یری بالا - آب انبار مسجد یری پایین |

### کاروانسراها
کاروانسراها به دو دسته کلی تقسیم می‌شدند: ۱- کاروانسراهای برون‌شهری ۲- کاروانسراهای درون‌شهری
و کاروانسزاهای درون‌شهری معمولاً یا داخل بازار بودند یا در خیابان‌های اطراف بازار
- کاروانسرای سنگی (از کاروانسراهای درون‌شهری)
- سرای ملک(از کاروانسراهای داخل بازار)
- سرای فغفوری(از کاروانسراهای داخل بازار)
- سرای حاج ابراهیم(از کاروانسراهای داخل بازار)
- سرای ناصری(از کاروانسراهای داخل بازار)
- کاروانسرای نیک‌پی (از کاروانسراهای برون‌شهری)
- سرای حاج شامی بالا (از کاروانسراهای داخل بازار)
- سرای حاج کلبعلی(از کاروانسراهای داخل بازار)[۵۴]
- کاروانسرای دخان (از کاروانسراهای درون‌شهری)

### پل‌های تاریخی
| - پل میر بهاءالدین - پل سردار | - تخته کورپو خرمدره - پل حاج سید محمد - پل و قلعه قشلاق |

### خانه‌های تاریخی
عمارت ذوالفقاری
بنای توفیقی
خانه شیخ السلامی
خانه و باغ معین
خانه اسعدی
روستای قوزلو در شهرستان ماهنشان که مثل شهر ماسوله گیلان به صورت پلکانی بنا شده است
بنای خدیوی

### تپه‌ها و آرامستان‌های تاریخی
| تپه خالصه خرمدره تپه آرغاجی تپه قوش خانه تپه سپید تپه ده‌باشی تپه کلک‌لی تپه گوگجه قیا تپه‌های دوتپه تپه گورستان ارمغانخانه تپه گورستان پل آقاج تپه گورستان ارقین تپه گورستان اربابی تپه قلعه چارخ‌آباد تپه گورستان کهنه تپه قلعه چارخ‌آباد تپه باغلوجه آقا تپه گنگک تپه حاجی پیر تپه داش گل تپه سی تپه برج اوستی تپه قدیمی ریحان تپه قلعه باشیز تپه چای قبری تپه کاروانسرا گل تپه گورستان ساری تپه تپه گورستان شیخ حسن آرامگاه سید ابوالقاسم مجتهد میرزایی آرامگاه مجتهدی | تپه گورستان نوهل تپه گلیک چای حمام تپه کوچک محوطه مراد دره سی محوطه علی بلاغ محوطه قوی بلاغی محوطه درمان قاباغی محوطه گلیک بوین تپه حمام بزرگ تپه آقلی داش تپه قلعه آق کند محوطه کمالی دوزوی گرگان تپه آق کند تپه چهل بلاغ کوچک تپه سلطان بلاغی تپه قوچی کندی و… |

#### گرمابه‌ها
| - حمام فاضلی (واقع در خیابان خواجه نصیرالدین) - حمام یان یان خرمدره - حمام حاج ابراهیم - حمام حاج داداش - حمام حسینیه اعظم - حمام حاج فیروز - حمام سالارسلطانیه | - حمام فراش باشی - حمام قوشا - حمام یایان - حمام میرلی - حمام دلشاد - |

حمام تاریخی زرین رود

#### قلعه‌ها
| - برج و بارو زنجان - قلعه بهستان - قلعه تشویر - قلعه پیرقشلاق - قلعه قلتوق | - قلعه هورگی - قلعه سعیدآباد - قلعه سهرین - قلعه مهر | - تپه تورپاق قلعه ارمغانخانه - تپه قلعه (ضیاآباد) - تپه قلعه ۱ - تپه قلعه ۲ | - تپه قلعه آق کند - تپه قلعه باشیز - تپه قلعه تپه سی - تپه قلعه چارخ‌آباد | - تپه قلعه قرخ قز - تپه قلعه قره تپه - تپه قلعه قندر قالو - تپه قلعه گاور قبر | - قزلار قلعه سی - قلعه سهرین - قلعه قلتوق - یاستی قلعه |

#### چهار طاقی‌ها (آتشکده)
| - چهار طاقی الزین - چهار طاقی تشویر | - چهار طاقی گیلوان - چهار طاقی پیرچم - چهار طاقی گیلانکشه |

### اماکن زیارتی

#### امامزاده‌ها
| - امامزاده سید ابراهیم (ع) - بقعه قیدار نبی (ع) شهرستان خدابنده شهر قیدار - امامزاده زیدالکبیر - امامزاده کهریز سلطانیه - امامزاده قهار دوتپه - امامزاده ابراهیم (سلطانیه) - امامزاده حیدر (گیلوان) - امام زاده عبدالله (صومعه بر) - امام زاده محمد باقر کله سیران طارم | - امام زاده محمد ماهوری - امام زاده یحیی صائین قلعه - مقبره امام زاده اسماعیل شناط - امامزاده عبدالخیر - امام زاده محمد تقی - امام زاده یعقوب صائین قلعه |

- امام زاده عبدالله(کرسف)
- امام زاده مریم(کرسف)

#### مساجد تاریخی
| مسجد جامع زنجان حسینیه اعظم زنجان زینبیه اعظم زنجان مسجد چهل ستون مسجد خانم مسجد آقا سید فتح‌الله مسجد عباسقلی خان مسجد آقا کاظم مسجد یری بالا مسجد ولیعصر (ملا) مسجد میرزایی قائمی مسجد میرزائی نجفی مسجد شیخ علی مسجد اسحق میرزا مسجد شیخ فیاض مسجد دمیریه | مسجد جامع ابهر مسجد جامع قروه مدرسه علمیه هیدج مسجد جامع گلابر مسجد جامع سجاس مسجد جامع خدابنده |

بقعه قیدار نبی
مسجد امام محمد باقر(ع)
حسینیه تاریخی کرسف که توسط ملاقلی‌شیرازی و حدوداً۴۰۰ سال پیش ساخته شد

## صنایع استان
استان زنجان به‌دلیل محدودیت قانونی توسعه ظرفیت‌های تولیدی در تهران و مرکز کشور و برخورداری از شبکه‌های زیر بنایی قوی (زمین-منابع آب-خاک- شبکه‌های مواصلاتی- موقعیت راهبردی در منطقه شمالغرب - عبور خطوط انرژی - سرمایه‌گذاری کلان ملی و…) از پتانسیل قابل ملاحظه‌ای در جذب سرمایه‌گذاری بخش صنعت برخوردار است. استان زنجان همواره به عنوان قطب صنعت کشور نامبرده می‌شود، از صنایع مهم استان به چند نمونه اشاره می‌گردد:
| - شرکت ایران ترانسفو - شرکت ملی سرب و روی ایران - شرکت سیمان خمسه - شرکت مینو خرمدره - شرکت ایریکو ابهر - شرکت سیم و کابل ابهر - شرکت نخ تایر - شرکت پارس سوئیچ - شرکت کالسیمین - شرکت بلکا شرق - شرکت پیش سازان لوازم خانگی ایران | - شرکت صنایع پتروشیمی زنجان - شرکت صنعتی لایی ساز - شرکت نساجی مه ریس ابهر - شرکت سامان شیمی - شرکت فرش سهند - شرکت روغن نباتی جهان - شرکت فراوری مواد معدنی ایران (کارخانه روی دندی) - شرکت ترانسفورماتورسازی کوشکن - شرکت صنایع برق زنگان پارس - شرکت چینی‌سازی ماهنشان و هیس - و… |

شهرستان ابهر که به عنوان یکی از شهرستان صنعتی استان شناخته می‌شود قطب کارخانه‌های بزرگ استان در تولیدات صنعتی به‌شمار می‌رود به‌طوری‌که بیش از ۳شهرک صنعتی فعال را در خود جای داده است.
صنایع ریلی ایرکو-بهداشتی-صنایع نساجی -پلاستیک -فولاد و… ازجمله تولیدات این شهرک‌ها می‌باشند.
همچنین شهرستان زنجان از لحاظ تنوع معادن بسیار غنی بوده به‌طوری‌که درحال حاضر بالغ بر ۱۷۰ اندیس و ذخایر معدنی قابل بهره‌برداری و در دست اکتشاف ویا شناسایی شده در استان وجود دارد که شامل: سرب و روی، براسیت، سیلیس، خاک‌های صنعتی آنتی موان، تالک، پرلیک، سولفات منیزیم، آلونیت، منگنز، مس، آهن و سنگ‌های تزیینی (گرانیت، مرمریت، تراورتن، چینی و مرمر) و سنگ‌های آهکی و گچ و سنگ لاشه است. هم اینک این استان بزرگ‌ترین معادن روی خاورمیانه را در خود جای داده است.

### شهرک‌های صنعتی[۵۹]
| \| - شهرک صنعتی ابهر (نورین) - شهرک صنعتی ابهر (هیدج) - شهرک صنعتی ابهر۲(شریف) - شهرک صنعتی ابهر۳(افق) - شهرک صنعتی خرمدره - شهرک صنعتی خدابنده - شهرک صنعتی زنجان ۱(اشراق) - شهرک صنعتی زنجان۲(نوآوران) \| - شهرک صنعتی تخصصی روی - شهرک صنعتی طارم - شهرک صنعتی ناحیه صنعتی طارم - شهرک صنعتی ناحیه صنعتی ایجرود - شهرک صنعتی ماهنشان - شهرک صنعتی انگوران \| | - شهرک صنعتی صائین قلعه - شهرک صنعتی سلطانیه - شهرک صنعتی زنجان ۳ - شهرک صنعتی ایجرود - شهرک صنعتی انگوران                                       |
| - شهرک صنعتی ابهر (نورین) - شهرک صنعتی ابهر (هیدج) - شهرک صنعتی ابهر۲(شریف) - شهرک صنعتی ابهر۳(افق) - شهرک صنعتی خرمدره - شهرک صنعتی خدابنده - شهرک صنعتی زنجان ۱(اشراق) - شهرک صنعتی زنجان۲(نوآوران) | - شهرک صنعتی تخصصی روی - شهرک صنعتی طارم - شهرک صنعتی ناحیه صنعتی طارم - شهرک صنعتی ناحیه صنعتی ایجرود - شهرک صنعتی ماهنشان - شهرک صنعتی انگوران |

### معادن و منابع طبیعی
این استان داری ۳۲۸ حلقه معدن می‌باشد. که از این تعداد ۷۵ معدن در زمینه سنگ تزئینی و نما، ۲۴۶ معدن روباز، ۳ معدن زیر زمینی و یک معدن زیر زمینی زغال‌سنگ می‌باشد.
رخدادهای زمین‌شناسی باعث تشکیل کانسارهای متنوعی در استان شده به‌طوری‌که درحال حاضر بالغ بر ۵۰۰ میلیون تن دارای پروانه بهره‌برداری از سازمان صنعت، معدن و تجارت استان می‌باشد که عمدتاً شامل سرب و روی، براسیت، سیلیس، خاک‌های صنعتی، فلدسپات، گچ آهن و … می‌باشد.
از معادن فعال در استان می‌توان به سرب و روی انگوران، پتاسایلجاق (پیکرومریت)، آهن سرخه دیزج و مروارید، معادن ترآورتن منطقه دندی، معادن گرانیت خرمدره، معادن سیلیس (تاب کوارتزیت)، برآسیت وپرلیت، فلدسپات، خاک صنعتی و… اشاره کرد. وجود بزرگ‌ترین معدن سرب و روی خاورمیانه و معادن برآسیت قره گل و مشمپا، وجود گرانیت در کوه‌های طارم، عبور باند سیلیس از کوه‌های سلطانیه، و وجود ذخائر عظیمی از فلدسپات، سیلیس و ذخائر آهک و رس فراوان از ویژگی‌های منحصر به فرد این استان می‌باشد. وجود معدن سرب و روی انگوران موجب گشته که این استان درحال حاضر به عنوان قطب تولید روی کشور مطرح گردیده و زمینهٔ لازم برای ایجاد صنایع جنبی آن از قبیل صنایع گالوانیزاسیون، تولید اکسید روی، پودر روی و سولفات روی فراهم نماید. معدن «انگوران» از نظر عیار بالای فلزات موجود، از معادن نادر در جهان است.

## آموزش

### سراسری
- مرکز تحصیلات تکمیلی در علوم پایه زنجان
- دانشگاه زنجان
- دانشگاه علوم پزشکی زنجان
- دانشکده ی فنی ابهر (وابسته به دانشگاه زنجان)
- دانشکدهٔ پرستاری و مامایی ابهر

### تربیت معلم
- مرکز تربیت معلم شهید بهشتی زنجان
- مرکز تربیت معلم الزهراء زنجان

### دانشگاه فنی و حرفه‌ای
- آموزشکده الغدیر زنجان
- آموزشکده قائم زنجان
- آموزشکده اشراق قیدار

### آزاد
- دانشگاه آزاد اسلامی واحد زنجان
- دانشگاه آزاد اسلامی واحد ابهر
- دانشگاه آزاد اسلامی واحد خدابنده
- دانشگاه آزاد اسلامی واحد هیدج
- دانشگاه آزاد اسلامی واحد طارم

### پیام نور
- دانشگاه پیام نور زنجان
- دانشگاه پیام نور ابهر
- دانشگاه پیام نور قیدار
- دانشگاه پیام نور ماهنشان
- دانشگاه پیام نور سلطانیه
- دانشگاه پیام نور آب بر (طارم)
- دانشگاه پیام نور خرمدره
- دانشگاه پیام نور ایجرود
- دانشگاه پیام نور صائین قلعه

### علمی کاربردی
زنجان دارای بیست مرکز آموزش عالی علمی و کاربردی است.
- علمی کاربردی زنجان
- علمی کاربردی ابهر
- علمی کاربردی مینو واحد خرمدره

### غیرانتفاعی
- مؤسسه آموزش عالی کار واحد خرمدره
- مؤسسه آموزس عالی صوفی رازی زنجان
- مؤسسه آموزس عالی روزبه زنجان
- مؤسسه آموزش عالی غیرانتفاعی صائب ابهر
- مؤسسه آموزش عالی غیرانتفاعی اثیرالدین ابهری ابهر

## بهداشت و درمان

### مراکز درمانی
این استان دارای ۱۴۰ واحدهای بیمارستانی و مراکز بهداشتی و درمانی می‌باشد.
| - بیمارستان آیت‌الله موسوی زنجان - بیمارستان ولیعصر زنجان - بیمارستان شهید دکتر بهشتی زنجان - بیمارستان ارتش زنجان - بیمارستان امام حسین زنجان - بیمارستان بهمن زنجان - بیمارستان امید ابهر - بیمارستان بو علی سینا خرمدره - بیمارستان نور ولایت خرم دره - بیمارستان امدادی ابهر - بیمارستان امیرالمومنین خدابنده - بیمارستان شهدا آب بر - بیمارستان رازی ماهنشان - بیمارستان الغدیر ابهر |

## راه‌ها و مسیرهای مواصلاتی
مهم‌ترین راه‌های مواصلاتی کشور و شاهراه‌های ترانزیتی و آزادراه‌های ایران از این استان گذر می‌کند، و این استان از نظر زیر ساخت نقش استراتژیکی در شمال غرب کشور دارد به‌طوری که اگر این راه‌های مواصلاتی و زیر ساخت‌های موجود در استان زنجان وجود نداشته باشد، فعالیت شمال غرب کشور به حالت تعلیق در می‌آید:
آزادراه ۲ (ایران) (آزادراه زنجان-قزوین ـزنجان-تبریز)
جاده ۳۱ (ایران) (جاده اردبیل)
جاده ۳۲ (ایران) (جاده ترانزیت)
جاده ۳۵ (ایران) (جاده زنجان-بیجار)
جاده ۴۷ (ایران) (جاده سطانیه-همدان)
فرودگاه زنجان
مهم‌ترین راه‌آهن شمالغرب ایران - راه‌آهن بین‌المللی زنجان

## سدها
بر مبنای آمارهای ارائه شده‌استان زنجان مجموعاً دارای ۵۱ سد می‌باشد که از این تعداد ۱۵ سد مورد بهره‌برداری قرار گرفته‌اند و ۷ سد در دست ساخت می‌باشند و همچنین ۲۹ سد درحال مطالعه هستند.

### سدهای بهره‌برداری شده
| - سد تالوار - سد چتز - سد چرگر - سد چریان - سد گاوازنگ - سد گل تپه زنجان | - سد گلابر - سد تلخاب - سد تهم - سد جوره خان - سد حسن ابدال - سد خانقاه ایجرود | - سد خلیفه لو زنجان - سد خندقلو - سد داش بلاغ - سد سارمساقلو - سد سفیدکمر - سد سفید کمر ۲ - سد سلمانلو | - سد سهرین۱ - سد سیدلر - سد عمیدآباد - سد فیله خاصه - سد قارختولو - سد قانلو | - سد قاهران - سد قره تپه زنجان - سد قواق - سد کبود گنبد - سد کینه ورس - سد محمودآباد | - سد میرزاخانلو - سد میرزاخانلو ۲ - سد ینگجه زنجان - سد نوده بین - سد احمد کندی - سد بزوشا - سد بوئین | - سد خیرآباد سلطانیه - سد ذاکر۱ - سد ذاکر۲ - سد زرنان - سد میانج - سد سهرین۲ |

### سدهای در دست ساخت
| - سد بلوک - سد مشمپا - سد مراش | - سد قره درق (بلوبین) - سد میرزاخانلو۲ - سد تنظیمی پاوه رود |

## نیروگاه‌ها
خطوط انتقال و توزیع برق با طول ۱۶۱۷٫۲ کیلومتر مدار با تعداد ۲۸ پست و ظرفیت ۲۶۶۱٫۵ مگاآمپرولت.
- نیروگاه ۴۸۴ مگاواتی زنجان شماره یک
- نیروگاه ۴۸۴ مگاواتی زنجان شماره دو
- نیروگاه ۱۰۰۰ مگاواتی سیکل ترکیبی زنجان (آریان)
- نیروگاه سیکل ترکیبی سلطانیه(۱۰۰۰ مگاواتی)[۶۹]

## نیروهای مسلح
- تیپ ۲۱۶ مستقل زرهی ارتش جمهوری اسلامی ایران (پادگان شهید سرلشکر غلامرضا مخبری)
- سپاه انصار المهدی (عج) استان زنجان
- آمادگاه زنجان (انبار تسلیحات شمال غرب کشور)